# Succineoidei
Succineoidei zijn een infraorde van weekdieren uit de klasse van de Gastropoda (slakken).

## Superfamilies
- Athoracophoroidea P. Fischer, 1883 (1860)
- Succineoidea  Beck, 1837